# Cultura recuay
Recuay es una cultura arqueológica del Antiguo Perú que se desarrolló en la sierra del actual departamento de Áncash entre los 1 a. C. hasta los 700 d. C.  Corresponde a la etapa del mundo andino llamada Intermedio Temprano. Se le ha denominado también como cultura Huaylas o Santa.
Se considera a la tradición Recuay como un conjunto de señoríos y centros regionales con una fuerte variabilidad. Existen pocas evidencias que muestren una configuración política de tipo 'Estado' y de integración funcional entre los diferentes sitios Recuay.

## Origen
Al igual que las otras culturas del Intermedio Temprano, se conoce poco sobre esta cultura. La posición más aceptada es que fue una prolongación de la cultura Chavín,luego de la influencia del estilo “Blanco sobre Rojo” en la región. Otra hipótesis cuestiona su autonomía y sostiene que Recuay sería parte de una de las tantas unidades políticas que conformaban el estado moche.
En 1874 Agustín Icaza ordenó excavar una serie de tumbas ubicadas en el terreno que poseía en el distrito de Recuay. Este terreno se denominaba la estancia de Rapish que luego fue rebautizada y es donde se ubica actualmente el pueblo de Cátac. Hacia 1878 se encontraron 160 cerámicas en el ahora llamado sitio arqueológico de Roko Ama. Icaza luego se las vendió a José Mariano Macedo quien las llevó a Europa junto a su colección de más de 2000 artefactos antiguos. En Europa, Macedo vendió la colección a un agente del Museo etnológico de Berlín por 2000 libras esterlinas. En 1881 se exhibieron en París 152 vasijas cerámicas de la colección original de Icaza caracterizadas por la arcilla fina utilizada para la elaboración y las imágenes decoradas con los colores rojo y negro.

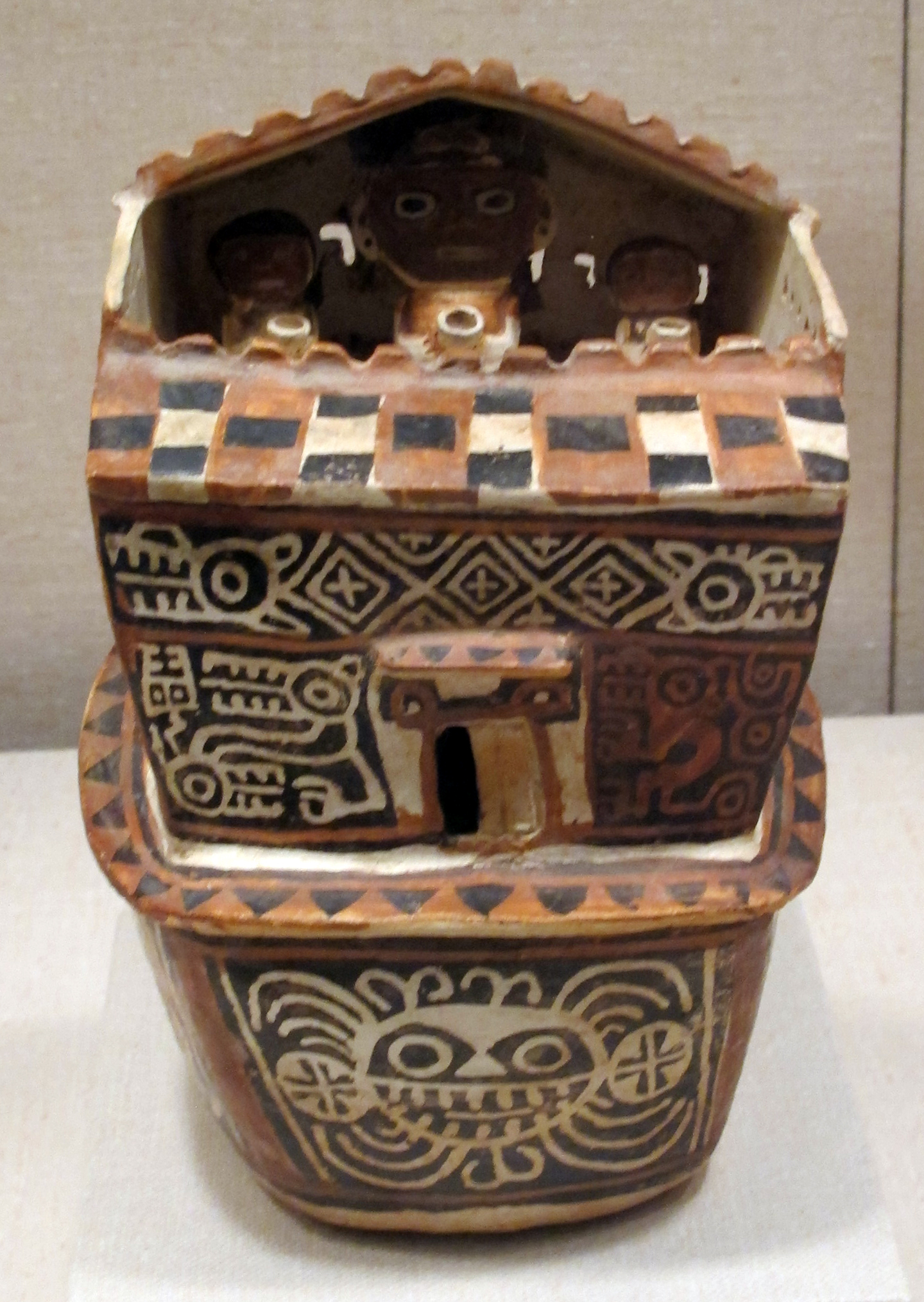
Cerámica recuay que representa una vivienda

El estilo recuay, caracterizado por su cerámica y su litoescultura, fue descrito por Eduard Seler en 1893, sobre la base de ejemplares de cerámica llevados al Museo etnológico de Berlín por Mariano Macedo. Seler denominó Recuay a ese estilo de cerámica, basándose en el informe de que dichas piezas habían sido halladas en el poblado de Recuay. Estudios posteriores demostraron que esa cerámica característica no era originaria de Recuay sino de Copa, cerca de Carhuaz, por lo que se propuso el cambio de nombre por la de este poblado. Eventualmente se usó el nombre de Huaylas para esta cultura. En 1919 Julio C. Tello exploró la zona y recuperó esculturas líticas y cerámica tipo recuay. En los años 1960 Rafael Larco Hoyle propuso cambiar las denominaciones de Recuay y Copa por la de Santa, sosteniendo que el estilo recuay se había originado en las regiones costeñas del valle del Santa. Sin embargo, ha persistido la denominación recuay.

## Ubicación geográfica
Esta cultura se desarrolló en el valle del Callejón de Huaylas, y su estilo artístico también se conoce como "Huaylas".
El área de Recuay está muy cerca del área de la antigua cultura Chavín. El sitio importante de esta última, Chavín de Huántar, se encuentra justo al oeste. El pueblo Recuay llegó a ocupar gran parte del territorio de los Chavín y fue influenciado por estos en la arquitectura (por ejemplo, en el uso de galerías subterráneas) y en la cantería, como en la escultura y las estelas. La cerámica de Recuay también fue influenciada por la cultura Moche.
Si bien las culturas costeras peruanas de esa época, como la Moche, la Lima y la Nasca, son mucho más conocidas, la sierra alta también vio el surgimiento de poderosas organizaciones políticas culturales. Estos eran Cajamarca en el norte, Huarpa en el tierras altas centrales y Pucará en las tierras altas del Titicaca.
La relación entre Recuay y el estado Moche en el norte debe haber sido bastante tensa porque compartían fronteras y competían por las mismas fuentes de agua. Hay evidencia de una guerra considerable, y de una sociedad orientada a la guerra como se refleja en sus edificios fortificados y iconografía. De hecho, el Recuay está asociado con la aparición más temprana de centros y pueblos fortificados en los Andes peruanos.
Los recuay construyeron tumbas de forma rectangular con múltiples habitaciones y niveles.
La cultura floreció especialmente en la región del Callejón de Huaylas, y a lo largo del río Marañón. También se extendió a los valles de los ríos Santa, Casma y Huarmey. Al norte, llegó a la zona de Pashash, en Pallasca. Willkawayin fue uno de sus asentamientos más importantes.

## Organización social
Las fuentes iconográficas y los contextos arquitectónicos y funerarios llevan a conclusiones coincidentes. Se vislumbra la imagen de una sociedad organizada en comunidades territoriales, eventualmente comparables con algunas formas de ayllu andino. Las comunidades estaban gobernadas por élites guerreras. 
Todo indica que los recuay fueron una sociedad con un alto grado de militarización y que vivieron en permanente conflicto con sus vecinos por la disputa de tierras de cultivo y fuentes de agua. Es posible que pusieran una barrera infranqueable a la expansión de los moches, lo que explicaría la razón por la que estos no pudieron llegar jamás a las alturas andinas.

## Economía
Las representaciones cerámicas muestran que las comunidades Recuay, si bien practicaban la agricultura, tuvieron una economía centrada en la ganadería de camélidos. La movilidad que les permitía disponer de animales de carga les permitió acceder a distintos ecosistemas lo que les daban acceso a recursos que provenían de distintos ambientes. Se ha detectado incluso que las viejas edificaciones de los chavín, tiempo ya abandonadas, sirvieron a los recuay como corrales para guardar dicho ganado. Asimismo, debían haber manadas de vicuñas que pastaban en las zonas altas de dominio de los recuay.

## Arte
Su principal forma de expresión del arte era por medio del trabajo en piedra (tallado y mampostería), herencia de su antecesora, la cultura Chavín. Además, realizaron esculturas en bultos que representan guerreros con escudos o cabezas-trofeos, con las que ornamentaron sus complejas construcciones arquitectónicas. Asimismo, elaboraron una cerámica de arcilla blanca de muy variadas formas y una textilería que reprodujo los diseños de la alfarería.

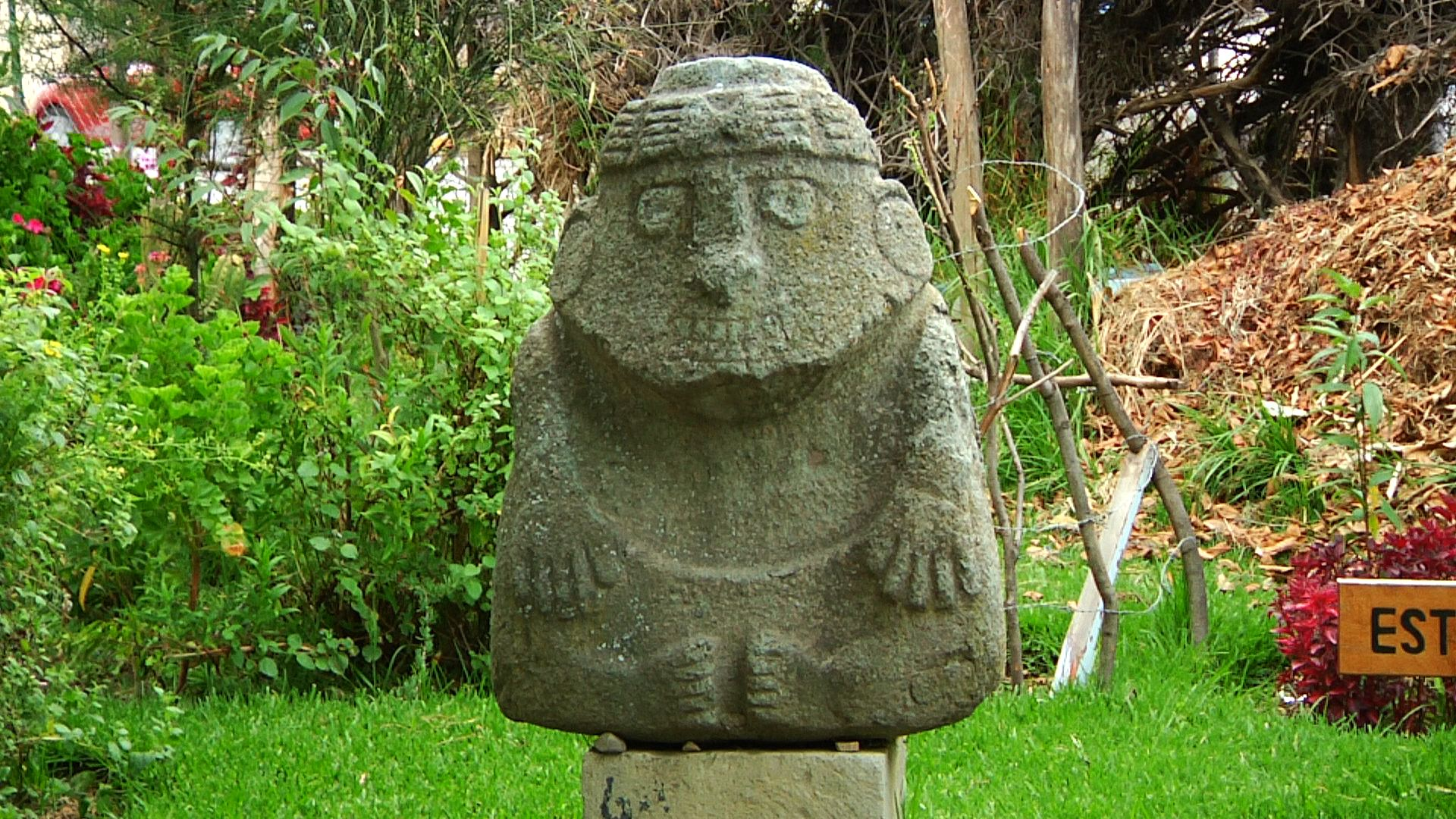
Monolito recuay.

### Escultura
Los recuay son reconocidos por sus trabajos escultóricos realizados en piedra (litoescultura). Estas esculturas consisten en lajas de piedra labrada, en forma de prisma o estatuaria, que se tallaba en alto o bajo relieve o por incisión en la piedra. Representaron guerreros, felinos y serpientes, cabezas humanas, caras y cabezas trofeo, maquetas y copas con pedestal, etc. 
De otro lado destacan los célebres monolito Recuay, bloques de piedra de forma casi cilíndrica, esculpidos aparentemente para representar a guerreros de rango elevado. Estos tienen la expresión rígida, en posición sentada con las piernas cruzadas y portando una maza, un escudo o una cabeza-trofeo. Otros monolitos representan mujeres con trenzas largas y vestidas con capuchas o mantos. Tuvieron una función arquitectónica ornamental, sirviendo como dinteles o empotrados en los paramentos. Numerosos ejemplos de esta litoescultura fueron recogidas por el padre Augusto Soriano Infante y resguardados en el Museo Regional de Ancash (Huaraz).
Otra muestra de la escultura Recuay son las cabezas clavas que representan a hombres y felinos y que nos recuerdan a los de la cultura Chavín, aunque con el sello propio de los Recuay.

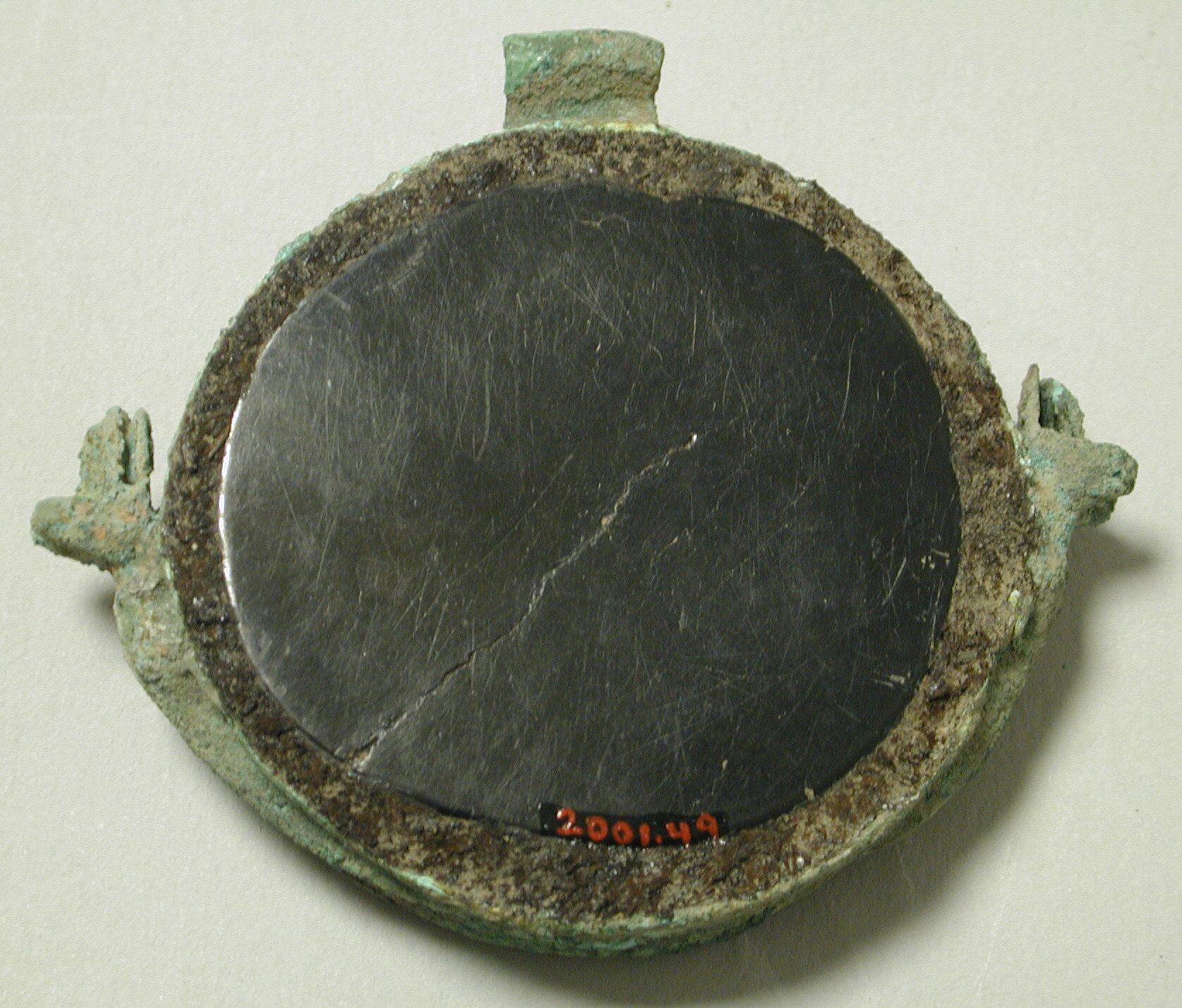
Anverso de espejo recuay
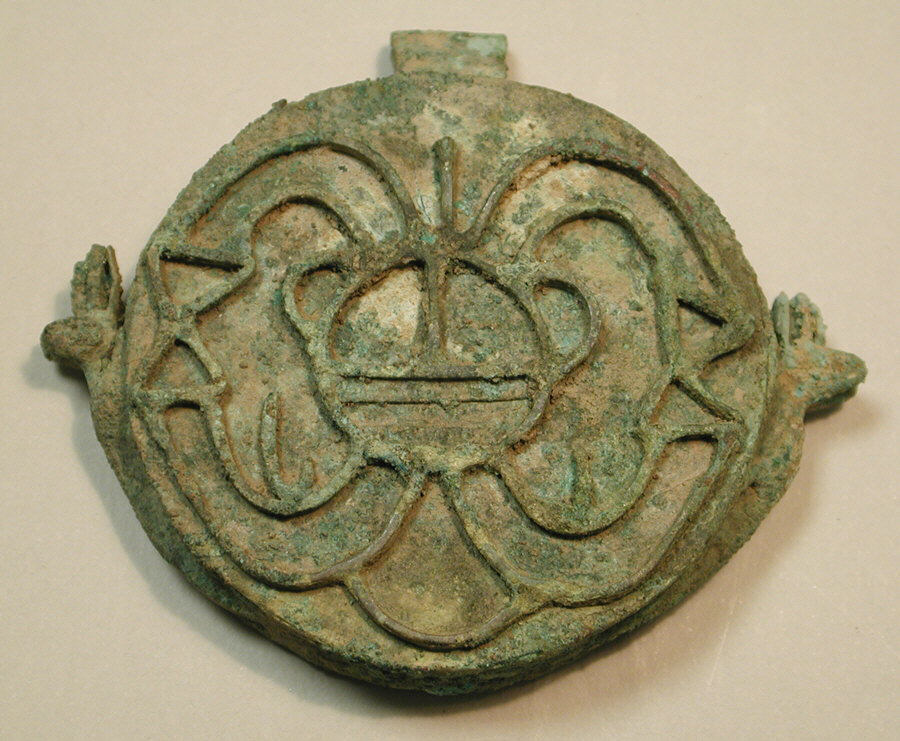
Reverso de espejo recuay

### Textilería
Las pocas telas conservadas muestran complejos motivos decorativos fuertemente vinculados con los que aparecen en las vasijas de cerámica. Los tejedores, como los alfareros, hacían contrastar los espacios monocromáticos del fondo que poseen tonalidades cremas, marrones y rojas con los diseños figurativos y geométricos.

### Cerámica

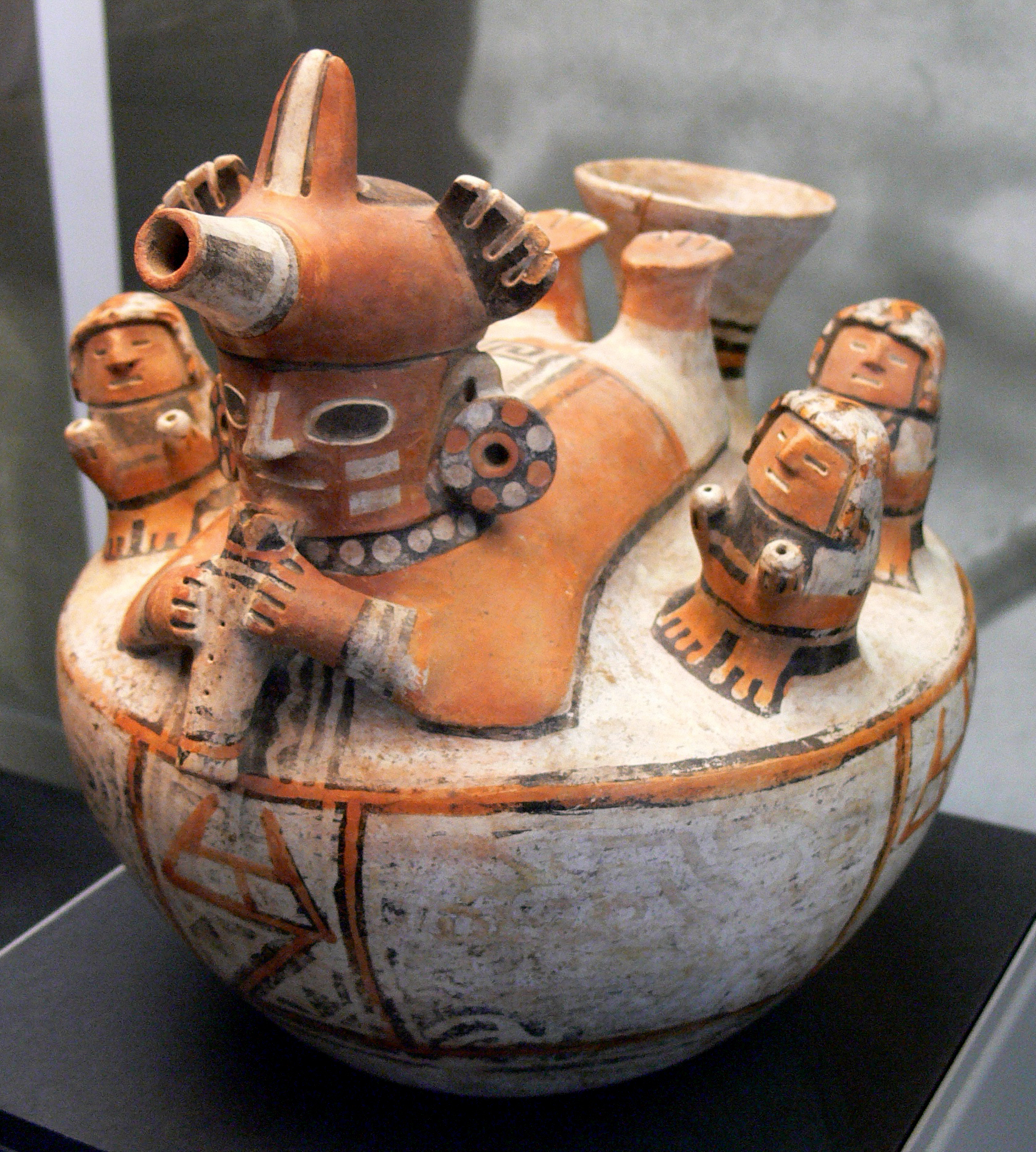
Un recipiente con músicos; Recuay, Perú, 100 a. C. - 300 d. C, colección del Kloster Allerheiligen, Schaffhausen, Suiza

La cultura Recuay presenta una cerámica distintiva con decoración en tres colores: negro, rojo y blanco. Los alfareros de Recuay esculpieron pequeñas figuras de humanos, jaguares, llamas y otros animales, que adjuntaron a las vasijas. Su cerámica está relacionada con la cerámica cultural Virú (también conocido como Gallinazo). El Valle de Viru se encuentra al norte del área de Recuay.
Al igual que la cerámica de Cajamarca, la cerámica de Recuay utilizó arcilla de caolín, lo que implicó un trabajo de alta complejidad, la cerámica adquiría un color blanco después de la cocción. Una de las figuras centrales en el arte de Recuay es el llamado "animal luna", un animal parecido a un zorro o felino con un hocico largo y dentado y una cresta en la cabeza.
La cerámica recuay tiene las siguientes características básicas.
- Una variedad notable de formas y expresiones escultóricas, pero sin alcanzar el nivel de la cerámica moche. Usaron asa-puente y asa-estribo.
- La técnica del negativo en la decoración, usando los colores rojo, blanco y negro. Esta técnica consiste en cubrir con arcilla las partes a decorar y pintar luego alrededor; más tarde se quitan los trozos de arcilla quedando una zona sin pintar.
- La variedad de diseños pintados sobre la base de motivos geométricos y figurativos.
- La presencia de numerosos recipientes llamados pacchas cántaros ceremoniales que tienen la particularidad de ostentar un caño por donde era vertido el líquido del recipiente.

Los motivos decorativos de esta cerámica aparecen expresados tanto de manera pictórica como escultórica. 
- Motivos pictóricos. Consiste en felinos, serpientes y seres antropomorfos dibujados en forma realista, así como seres mitológicos estilizados tales como el “felino emplumado” de perfil y las cabezas trofeos. También con figuras geométricas lineales, exornando la vestimenta de los personajes, de carácter simbólico.
- Motivos escultóricos. Personajes míticos varios, algunos en actitud de cercenar la cabeza; guerreros o sacerdotes míticos, que muestran variantes en el tocado; personajes similares a los anteriores conduciendo una llama; un sacerdote rodeado por una pareja o por un grupo de mujeres; escenas varias de felinos atrapando personas.

### Arquitectura
La arquitectura recuay está representada por diversos tipos de edificaciones, entre viviendas, fortificaciones y templos. Una característica notable es el uso de las galerías subterráneas, de claro origen chavín, tanto para los templos como para las casas. Las paredes se construyeron con grandes piedras alargadas clavadas en el suelo; las grietas se rellenaron con piedras pequeñas usualmente planas (pachillas) e imponentes bloques cuadrados ayudaron a formar las esquinas. Ejemplos principales de la arquitectura recuay son los restos de Huilcauaín y Pashash.
La función defensiva de estas construcciones era totalmente compatible con los fines ceremoniales.
- Edificaciones civiles. Las viviendas de los recuay fueron erigidas con piedras parcialmente labradas y con relleno de tierra; se distribuían de uno a cuatro cuartos interconectados, alrededor de un patio. También hubo casas subterráneas, compuestas de un patio y un ambiente central multiusos, es decir, que funcionaba como cocina, sala y dormitorio a la vez.  Ejemplo de viviendas subterráneas han sido encontradas en Cátac, Copa y Tambo.
- Edificaciones militares. Los sitios fortificados son de planta irregular, algunas de las cuales muestran muros perimetrales, parapetos y fosos. En algunos sitios de este tipo se hallaron diversas armas como hondas, hachas, porras y puntas de proyectil. Todo ello nos hace pensar en un pueblo enteramente guerrero, que se corrobora aún más por las representaciones guerreras en sus monolitos y ceramios. Entre estos yacimientos, destaca Yayno.
- Edificaciones funerarias. Según el investigador Duccio Bonavia, las estructuras funerarias de los recuay son la más elaboradas del área andina. Esta sociedad construyó imponentes mausoleos de piedra, como los encontrados en Molleurco, Catayoc y Pashash. Otras tumbas, como las de Huilcahuaín, se construyeron como galerías subterráneas, cuyo largo varía entre 7 y 20 m, con una altura aproximada de un metro. Dichas estructuras fueron individuales y colectivas, de acuerdo a la clase o rango del difunto. En los entierros han sido encontrados cadáveres flexionados o sentados con ofrendas alrededor.
- Edificaciones religiosas. Los templos se construían con piedra labrada, con un gran patio abierto en el exterior, donde se encuentran los subterráneos utilizados como cámaras funerarias.

## Sitios arqueológicos
Los asentamientos recuay son relativamente pequeños, dispersos, preferentemente localizados en colinas y lomas. Una plataforma de probable carácter ceremonial se eleva por lo general en el centro del asentamiento, mientras que las cámaras funerarias se ubican en el área circundante. Solo algunos sitios pueden ser considerados centros locales, a juzgar por la monumentalidad de sus muros de contención o recintos. Algunos sitios de la tradición recuay son: 
- Pashash.- Es un sitio arqueológico ubicado estratégicamente cerca de la ciudad de Cabana. En él destaca un grueso muro que rodea toda la edificación, probablemente para evitar la entrada de enemigos.
- Roko Ama.- utilizado como un cementerio y ubicado en el distrito de Cátac en la provincia de Recuay.[11][12]
- Tumba de Jancu.- otro centro funerario de la cultura descubierto en 1968, ubicado al este en el distrito de Huaraz y cuyas piezas se encuentra exhibidas en el Museo Arqueológico de Áncash "Augusto Soriano Infante" en la ciudad de Huaraz.[13]

Algunos sitios como Willkawain en la provincia de Huaraz y Honcopampa y Pichactanan en la provincia de Carhuaz son edificaciones que combinan el estilo arquitectónico Recuay bajo una influencia de la cultura wari.

## Cultura Pashash

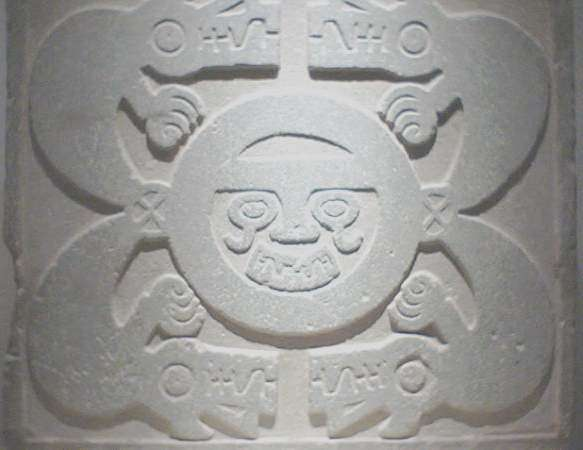
Piedra grabada de Cabana. Pertenece a la cultura Pashash, alrededor del año 500 d. C.

La cultura Pashash (500 - 1000 d. C.) es vista como un desarrollo posterior de la cultura Recuay, se desarrolló en la región norte de la Sierra de Ancash (Cabana), sus restos se encuentran en Chacas, un pueblo ubicado en la región centro-este de Ancash, en Cabana, también en Ancash, y en otros lugares.
La metalurgia también fue avanzada en esta época, en Pashash, se excavaron joyas muy finas de estilo Recuay de bronce arsénico dorado, así como cerámica fina, las fechas son entre 300 y 600 d. C.